# Aron (namn)
För andra betydelser, se Aron (olika betydelser).

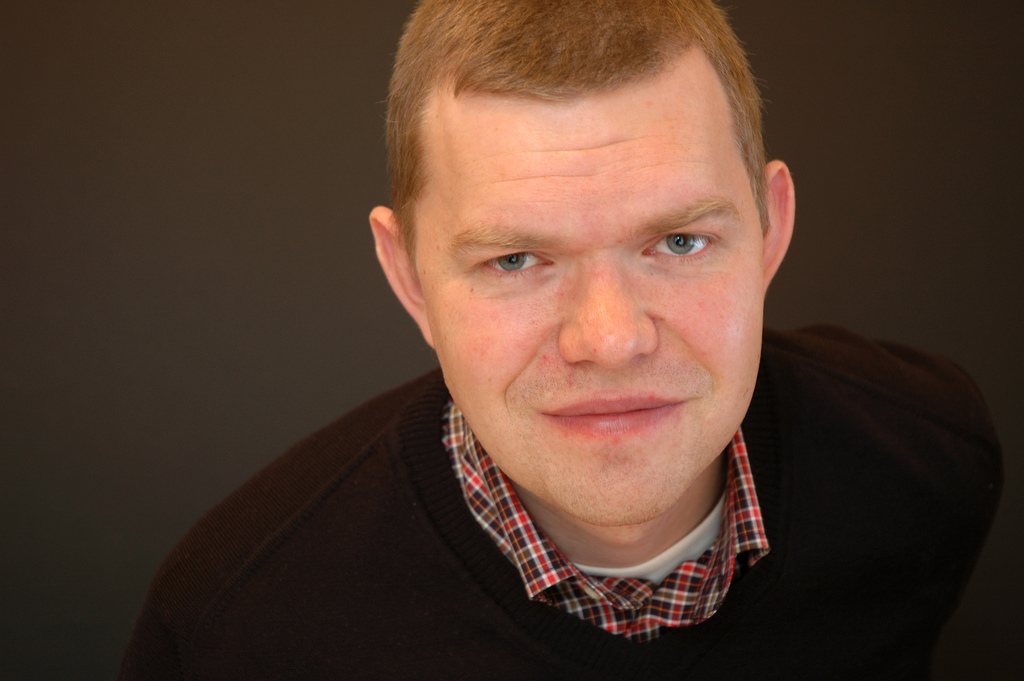
Aron Etzler, 2007.

Aron eller Aaron är ett mansnamn som härstammar från det hebreiska אהרן (Aharon). Den moderna stavningen utan h härstammar i sin tur från den grekiska översättningen Ἀαρών (Aarón). Namnets betydelse är osäker, men det kan betyda "från bergen", "berg", "ryktbar" eller "budbärare".
Namnet kan även ha ett ännu äldre ursprung, då det kan härstamma från det egyptiska ꜥḥꜣ rw (aha rw) som betyder "lejonkrigare", eller från jꜣrw (Aaru), namnet på den fornegyptiska religionens himmelrike, som i sig betyder "kaveldun".
Namnet har använts i Sverige åtminstone sedan 1290-talet, då det stavades Aaron. Namnet var populärt vid förra sekelskiftet, men var sedan mer ovanligt under större delen av 1900-talet. Under 2000-talet har namnet återigen ökat i popularitet.
Den 31 december 2022 fanns det totalt 5 979 män och 54 kvinnor folkbokförda i Sverige med stavningen Aron, varav 3 690 personer bar det som tilltalsnamn. Ytterligare 2 333 män och 21 kvinnor var folkbokförda med stavningen Aaron, varav 1 652 personer bar det som tilltalsnamn. År 2022 fick totalt 286 nyfödda pojkar namnet Aron som tilltalsnamn.
Namnsdag i Sverige: 1 juli. I den finlandssvenska namnsdagslängden har Aron namnsdag 1 juli sedan starten 1929, då en egen namnsdagskalender togs i bruk för finlandssvenskar, med en paus 1950–2009.

## Kända personer med namnet Aron eller Aaron i urval

### Tilltalsnamn
- Aron (Harun), biblisk person
- Aron Anderson (1988–), svensk äventyrare och paralympier
- Aaron Burr (1756–1836), amerikansk advokat, senator och vicepresident
- Aaron Carter (1987–2022), amerikansk musiker
- Aaron Copland (1900–1990), amerikansk kompositör
- Aaron Ekblad (1996–), kanadensisk ishockeyspelare
- Aron Etzler (1973–), svensk chefredaktör, partisekreterare (v)
- Aron Flam (1978–), svensk komiker, poddare och skribent
- Aron Gunnarsson (1989–), isländsk fotbollsspelare
- Aaron Isaac (1730–1816), tysk-svensk sigillgravör och köpman
- Aron Johansson (1860–1936), svensk arkitekt
- Aaron Paul (1979–), amerikansk skådespelare och producent
- Aaron Ramsey (1990–), walesisk fotbollsspelare
- Aron Ralston (1975–), amerikansk bergsbestigare
- Aaron Spelling (1923–2006), amerikansk TV- och filmproducent
- Aron Winter (1967–), nederländsk fotbollsspelare och -tränare

### Mellannamn
- Bryce Aron Harper (1992–), amerikansk basebollspelare
- Elvis Aaron Presley (1935–1977), amerikansk sångare, musiker och skådespelare
- Per "Peter" Aron Aronsson (1862–1936), svensk-amerikansk uppfinnare
- Sigfrid Aron Forsius (cirka 1560–1624), finlandssvensk präst, psalmförfattare och astronom

## Fiktiva personer med namnet Aron eller Aaron i urval
- Aron, karaktär i Göran Tunströms roman Juloratoriet från 1983, bland annat spelad av Peter Haber i filmatiseringen från 1996
- Aron, karaktär i Johan Ludvig Runebergs episka hexameterdikt Elgskyttarne från 1832
- Aaron "Hotch" Hotchner, karaktär i TV-serien Criminal Minds, spelad av Thomas Gibson mellan 2005 och 2016
- Aron Trask, karaktär i John Steinbecks roman Öster om Eden från 1952, bland annat spelad av Richard Davalos i filmatiseringen från 1955 och av Hart Bochner i TV-serien från 1981